# Andrei Vieru
 (février 2017).
Si vous disposez d'ouvrages ou d'articles de référence ou si vous connaissez des sites web de qualité traitant du thème abordé ici, merci de compléter l'article en donnant les références utiles à sa vérifiabilité et en les liant à la section « Notes et références ».
Andrei Vieru, né en 1958 à Bucarest (Roumanie), est un pianiste, écrivain et philosophe d’expression française. 

## Biographie
Il est né à Bucarest d’un père roumain (le compositeur Anatol Vieru) et d’une mère russe (la musicologue Nina Vieru). Il vit en France depuis 1989, où il est naturalisé français en 1994. Il est le neveu du philosophe roumain Sorin Vieru (frère d’Anatol Vieru).

## Pianiste
Andrei Vieru a fait ses études avec Dan Grigore au Conservatoire national de Bucarest (désormais université nationale de musique). Il se réclame de l’influence musicale et morale de ses parents, ainsi que de celle de Philip Herschkowitz, qu’il a eu l’occasion de côtoyer à Moscou.  Selon ses propres dires, Andrei Vieru prétend innover tout en respectant l’esprit et, pour une bonne partie, la lettre des œuvres qu’il a décidé d’inclure à son répertoire.[réf. nécessaire]
Il a fait ses débuts parisiens au Grand Auditorium de Radio France puis à Gaveau. Le Monde titre les critiques de ces concerts « Un pianiste contre le courant » et « Un philosophe au clavier », alors qu’à l’époque Vieru ne s’était prononcé, ni oralement ni par écrit, sur à peu près rien. Il a ensuite été invité à se produire dans de nombreux festivals, en France (en particulier celui de La Roque d’Anthéron) et à l'étranger (Belgique, Allemagne, Italie, Finlande, etc).[réf. nécessaire]
Dans la presse musicale spécialisée, il a été comparé à des artistes aussi divers que Dinu Lipatti, Radu Lupu, Clara Haskil, Sviatoslav Richter, Mieczysław Horszowski, Glenn Gould, Wanda Landowska, Thelonious Monk et même Jean-Luc Godard.[réf. nécessaire]

## Écrivain
Andrei Vieru fait ses débuts littéraires dans la Nouvelle Revue française. Il y publie d’abord une série d’essais littéraires qui seront en partie repris dans son premier recueil, "Le Gai Ecclésiaste", publié aux Éditions du Seuil (2007). Bien qu’il y fasse montre d’un certain goût de l’anecdote cher aux moralistes français, ce livre semble conçu comme une ébauche d’une théorie générale de l’interprétation.[réf. nécessaire]
Lors de la parution de l’Éloge de la vanité (Grasset, 2013), son deuxième ouvrage, on a pu remarquer qu’en dépit des apparences il s’agit là moins d’un livre sur les vanités, les ambitions et les jalousies que d’un essai sur le talent et le génie. Vieru reconnaissait, lors de la sortie de la version roumaine (traduction de l’auteur) de l’ouvrage en novembre 2016, qu’il a fini par se rendre compte lui-même de cette double thématique. Bien que n’étant pas un livre d’aphorismes, cet essai avait pourtant été perçu par la presse littéraire comme relevant de la tradition française de La Rochefoucauld, de Chamfort et de Cioran.
Sous l’aspect plus particulier des problématiques de la traduction, il reprendra le thème de l’interprétation des œuvres d’art dans son essai « De la tâche du traducteur et de celle de l’interprète » paru dans le premier numéro de la revue Le Courage (Grasset, 2015).[réf. nécessaire]

## Philosophe
Andrei Vieru tente de montrer l’universalité des concepts freudiens et bergsoniens de déplacement, de renversement et de condensation (triade à laquelle il ajoute la mise en abîme),  ainsi que le caractère universel de la hiérarchie s’établissant entre eux.
Sous l’influence de Karl Popper, il ne se contente pas de regarder le contrepoint comme « l’accomplissement le plus insigne de la pensée humaine », il postule la nature essentiellement non langagière de la musique. 
S’intéressant tout particulièrement aux problèmes classiques liés au libre arbitre — qu’il définit comme « relevant de ce qui est à la fois possible et contingent » —, Vieru a entrepris en 2016 une critique des concepts de totalitarisme, de démocratie, d’oligarchie et d’anomie ainsi que des relations logiques et dynamiques que ceux-ci entretiennent mutuellement. Pour lui, la liberté politique ressortit au registre de « ce qui est à la fois permis et expressément facultatif ».
Le point de départ de son analyse est ancré dans l’interprétation topologique des logiques modales (notamment déontiques), où l’opérateur modal ♢ (possible) est interprétable en tant qu’opérateur topologique de clôture (voir note et référence n° 5).

## Hobby: mathématiques
Vieru a proposé une méthode élémentaire de renormalisation des fonctions multi-zêta aux arguments de la forme (1, 1,…,1) par des moyens purement analytiques ne faisant appel à aucune espèce de concept algébrique. Il a montré que ces valeurs renormalisées coïncident avec les coefficients du développement en série de la fonction inverse de Gamma, lesquels, a-t-il remarqué, obéissent à une combinatoire identique aux formules exprimant les déterminants des matrices en termes de traces.
Il a par ailleurs montré que l’on pouvait définir la fonction zêta de Riemann sur la demi-droite (0, ∞) d’un seul coup, de telle manière que, pour l’argument 1, la fonction prend naturellement comme valeur la constante d’Euler.
Il a proposé, sans la démontrer, une série convergente exprimant la fonction logarithme en termes et de nombres harmoniques d’arguments fractionnaires et de degrés impairs correspondant aux valeurs entières impaires de la fonction zêta de Riemann (figurant également dans le terme général de la série).
Il a donné, toujours sans démonstration, la forme explicite des coefficients des séries de Laurent des fonctions Γ et lnΓ dans le voisinage de toutes les singularités négatives de ces deux fonctions (moyennant une formule unique pour chacune de ces deux fonctions). Pour les coefficients des séries Laurent de la fonction Gamma autour de ses pôles négatifs, Vieru obtient des sommes imbriquées de plus en plus complexes, ayant l’aspect d’une fractale.

## Discographie
Chez INA — Mémoire vive :
- Beethoven : 6 Bagatelles op.126
- Liszt :  Sonate en si mineur
- J.S. Bach : l’Art de la fugue
- Scriabine :  9e Sonate, Désir op. 57, Poème op. 59 n°2

Chez Harmonia Mundi :
- Beethoven : 11 Bagatelles op. 119
- Beethoven :  Variations Diabelli op. 120
- Moussorgski :  Tableaux d’une exposition
- Stravinsky :     Sacre du printemps (à deux piano avec Dan Grigore)
- J.S. Bach :  Extraits d’Anna Magdalena Bach
- J.S. Bach-Vieru :  Quatorze canons sur les huit premières notes du thème des variations Goldberg
- J.S. Bach :   Variations Goldberg

Chez Alpha :
- J.S. Bach : Clavier bien tempéré (Premier livre)
- J.S. Bach : Clavier bien tempéré (Deuxième livre)

## Distinctions
- Prix  Lili et Nadia Boulanger, décerné par l'Académie des beaux-arts.
- Prix Casanova (créé par Pierre Cardin en 2011, décerné à un auteur européen qui écrit en français)
- 15e Prix Russophonie (2021) ex-aequo pour la traduction de Le Visiteur de marbre et autres œuvres théâtrales d'Alexandre Pouchkine, Editions Vendémiaire  (ISBN 2363583582)